# 小薛
小薛（Söse，?—?），元朝宗室，元泰定帝第三子，兄弟有元天顺帝、八的麻亦儿間卜、允丹藏卜。
《元史》记载，泰定三年（1326年），因为小薛在夜里啼哭，被賜高年鈔。
1328年，泰定帝死後，爆发天历内乱，其兄阿速吉八在上都被拥立为帝。在大都被擁立的元文宗击败上都派，上都被攻克，小薛亦早殒，无后。

## 晋王世系
- 元世祖忽必烈
  - 皇太子真金
    - 晋王甘麻剌
      - 元泰定帝也孫鉄木儿
        - 元天順帝阿剌吉八
        - 晋王八的麻亦儿間卜
        - 小薛
        - 允丹藏卜

      - 梁王松山
        - 梁王王禅
          - 雲南王帖木儿不花

      - 湘寧王迭里哥兒不花
        - 湘寧王八剌失里

## 资料来源
- 《元史·宗室世系表》
- 《元史·卷30泰定帝本紀2》
- 《新元史卷114列传11》